# Светско првенство у атлетици на отвореном 1987 — 10 километара ходање за жене
Ходање 10 километара у женској конкуренцији  на 2. Светском првенству у атлетици на отвореном 1987. одржано је 1. септембра у Риму, (Италија).
Ово је први пут да је ова дисциплина на светском првенству.

## Земље учеснице
Учествовало је 35 атлетичарки из 17 земаља.
| 1. Аустралија (3) 2. Источна Немачка (1) 3. Западна Немачка (1) 4. Италија (2) 5. Јапан (1) 6. Канада (3) | 1. Кина (3) 2. Мексико (2) 3. Норвешка (1) 4. САД (3) 5. Совјетски Савез (3) 6. Уједињено Краљевство (2) | 1. Финска (3) 2. Француска (1) 3. Чехословачка (1) 4. Шведска (2) 5. Шпанија (3) |

## Освајачи медаља
| Освајачи медаља |             |          |  |  |  |  |
|                 |             |          |  |  |  |  |
|                 |             |          |  |  |  |  |
|                 |             |          |  |  |  |  |
| Ирина Страхова  | Кери Саксби | Јан Хонг |  |  |  |  |
| Совјетски Савез | Аустралија  | Кина     |  |  |  |  |

## Рекорди пре почетка Светског првенства 1987.
Листа рекорда у ходању на 10 километара пре почетка светског првенства 28. августа 1987. године.
| Рекорди пре почетка Светског првенства 1987.  | Рекорди пре почетка Светског првенства 1987. | Рекорди пре почетка Светског првенства 1987. | Рекорди пре почетка Светског првенства 1987. | Рекорди пре почетка Светског првенства 1987. | Рекорди пре почетка Светског првенства 1987. |
| --------------------------------------------- | -------------------------------------------- | -------------------------------------------- | -------------------------------------------- | -------------------------------------------- | -------------------------------------------- |
| Светски рекорд                                | Кери Саксби                                  | Аустралија                                   | 42:52                                        | Хобарт, Аустралија                           | 19. јул 1987.                                |
| Рекорд светских првенстава                    | Први пут на Светском првенству               | Први пут на Светском првенству               | Први пут на Светском првенству               | Први пут на Светском првенству               | Први пут на Светском првенству               |
| Најбољи резултат сезоне                       | Кери Саксби                                  | Аустралија                                   | 42:52                                        | Хобарт, Аустралија                           | 19. јул 1987.                                |
| Афрички рекорд                                |                                              |                                              |                                              |                                              |                                              |
| Азијски рекорд                                | Бингђе Ђин                                   | Кина                                         | 43:45                                        | Њујорк, САД                                  | 3. мај 1987.                                 |
| Северноамерички рекорд                        | Марија Грасијела Мендоса                     | Мексико                                      | 45:02                                        | Њујорк, САД                                  | 3. мај 1987.                                 |
| Јужноамерички рекорд                          |                                              |                                              |                                              |                                              |                                              |
| Европски рекорд                               | Олга Криштоп                                 | Совјетски Савез                              | 43:22                                        | Њујорк, САД                                  | 3. мај 1987.                                 |
| Океанијски рекорд                             | Кери Саксби                                  | Аустралија                                   | 42:52                                        | Хобарт, Аустралија                           | 19. јул 1987.                                |
| Рекорди остварени на Светском првенству 1987. |                                              |                                              |                                              |                                              |                                              |
| Рекорд светских првенстава                    | Ирина Страхова                               | Совјетски Савез                              | 44:12                                        | Рим, Италија                                 | 1. септембар 1987.                           |

### Најбољи резултати у 1987. години
Десет најбржих светских атлетичарки у 1987. године је пре почетка светског првенства (28. августа 1987) заузимало следећи пласман.
| 1.  | Кери Саксби              | Аустралија      | 42:52 | 19. јул |
| 2.  | Олга Криштоп             | Совјетски Савез | 43:22 | 3. мај  |
| 3.  | Ирина Страхова           | Совјетски Савез | 43:35 | 3. мај  |
| 4.  | Бингђе Ђин               | Кина            | 43:45 | 3. мај  |
| 5.  | Јелена Николајева        | Совјетски Савез | 43:57 | 3. мај  |
| 6.  | Марија Грасијела Мендоса | Мексико         | 45:02 | 3. мај  |
| 7.  | Ен Пил                   | Канада          | 45:06 | 3. мај  |
| 8.  | Наталија Сербиненко      | Совјетски Савез | 45:09 | 3. мај  |
| 9.  | Ен Јансон                | Шведска         | 45:24 | 3. мај  |
| 10. | Мари Круз Диаз           | Шпанија         | 45:39 | 3. мај  |

Такмичарке чија су имена подебљана учествовале су на СП 1987.

## Сатница
| Датум              | Време | Коло   |
| ------------------ | ----- | ------ |
| 1. септембар 1987. |       | Финале |

## Резултати

### Финале
Такмичење је одржано 1. септембра 1987. године.,
| Позиција | Атлетичарка             | Земља                | ЛР    | ЛРС   | Резултат | Белешка |
| -------- | ----------------------- | -------------------- | ----- | ----- | -------- | ------- |
|          | Ирина Страхова          | Совјетски Савез      |       |       | 44:12    | РСП     |
|          | Кери Саксби-Џана        | Аустралија           |       |       | 44:23    |         |
|          | Хунг Јен                | Кина                 |       |       | 44:42    |         |
| 4.       | Мари Круз Диаз          | Шпанија              |       |       | 44:48    |         |
| 5.       | Јелена Николајева       | Совјетски Савез      | 46:30 |       | 44:54    |         |
| 6.       | Моника Гунарсон         | Шведска              |       |       | 45:09    |         |
| 7.       | Бингђе Ђин              | Кина                 | 43:45 | 43:45 | 45:24    |         |
| 8.       | Ен Пил                  | Канада               |       |       | 45:27    |         |
| 9.       | Марија Рејес Собрино    | Шпанија              |       |       | 45:37    |         |
| 10.      | Дана Ваврачова          | Чехословачка         |       |       | 46:10    |         |
| 11.      | Ен Јансон               | Шведска              |       |       | 46:15    |         |
| 12.      | Су Кук                  | Аустралија           |       |       | 46:20    |         |
| 13.      | Лиса Кехлер             | Уједињено Краљевство |       |       | 46:23    |         |
| 14.      | Џенис Макафри           | Канада               |       |       | 46:41    |         |
| 15.      | Лин Веик                | САД                  |       |       | 46:51    |         |
| 16.      | Беате Гумелт            | Немачка              |       |       | 47:00    |         |
| 17.      | Марија Колин            | Мексико              |       |       | 47:23    |         |
| 18.      | Ђулиана Салче           | Италија              |       |       | 47:28    |         |
| 19.      | Сари Есаја              | Финска               |       |       | 47:30    |         |
| 20.      | Деби Лоренс             | САД                  |       |       | 47:31    |         |
| 21.      | Алисон Бејкер           | Канада               |       |       | 47:48    |         |
| 22.      | Сузан Гриесбаш          | Француска            |       |       | 48:06    |         |
| 23.      | Сирка Оикаринен         | Финска               |       |       | 48:25    |         |
| 24.      | Maryanne Torrellas      | САД                  |       |       | 48:27    |         |
| 25.      | Беверли Ален            | Уједињено Краљевство |       |       | 48:50    |         |
| 26.      | Солви Фурнес            | Норвешка             |       |       | 49:18    |         |
| 27.      | Марија Грасиела Мендоза | Мексико              |       |       | 49:46    |         |
| 28.      | Хидеко Хирајама         | Јапан                |       |       | 49:50    |         |
| 29.      | Емилија Кано            | Шпанија              |       |       | 50:11    |         |
| 30.      | Мирва Хамалаинен        | Финска               |       |       | 52:03    |         |
|          | Пинг Гуан               | Кина                 |       |       | Диск     |         |
|          | Олга Криштоп            | Совјетски Савез      |       |       | Диск     |         |
|          | Барбара Колорз          | Западна Немачка      |       |       | НЗ       |         |
|          | Лорејн Јачно            | Аустралија           |       |       | НЗ       |         |
|          | Марија Грација Орсани   | Италија              |       |       | НЗ       |         |